# Lob
Unter Lob versteht man die Anerkennung von Leistungen oder Verhaltensweisen durch sprachliche oder körpersprachliche Ausdrucksmittel (zum Beispiel Mimik, Gestik). Lob ist auch Gegenstand lernpsychologischer, motivationspsychologischer und erziehungswissenschaftlicher Betrachtung.
Der Gegenbegriff zu Lob ist Tadel.

## Etymologie des Wortes
Das Verb loben hat sich aus dem althochdeutschen Verb lobôn (= loben, preisen, verherrlichen, empfehlen, jubeln) entwickelt, dessen grammatische Wurzel das ahd. Substantiv lob (= Lobgesang, Hymnus, Laudes, Dank, Beifall, Auszeichnung, Ruhm) ist. Dieses Substantiv, das aus dem Indogermanischen stammt, entspricht etymologisch höchstwahrscheinlich dem Substantiv Laub.
Beim Übergang vom Althochdeutschen zum Mittelhochdeutschen kam es zu einer semantischen Differenzierung. Obwohl alle ahd. Bedeutungen bestehen blieben, bezeichnete das Verb loben seitdem auch:
1. sich positiv über jemanden aussprechen
2. jemandem etwas versprechen, sein Wort geben (nhd. geloben, Gelöbnis, Gelübde, Auslobung)
3. einer Person versprechen, sie/ihn zu ehelichen (nhd. verloben)[2]

## Abgrenzung des Begriffs
Lob ist von folgenden Begriffen zu unterscheiden:
- Der Begriff der Ermutigung ist allgemeiner gefasst und schließt auch andere Handlungen wie zum Beispiel Aufmunterung ein.[1]
- Der Ausdruck Belohnung bezeichnet umgangssprachlich ein nichtsprachliches Verhalten (zum Beispiel das Überreichen einer Süßigkeit).[3] In der Verhaltensbiologie dagegen bezeichnet „Belohnung“ jeden positiven Verstärker, d. h. jede angenehme Konsequenz, die auf das erwünschte Verhalten folgt (zum Beispiel auch Lob, Beachtung, Honorar).
- Eine Gratulation, Reverenz oder Laudatio können ähnlich wie ein Lob eingesetzt werden, haben aber einen stärker formalen Charakter.
- Ein Kompliment dient der Erzeugung von zwischenmenschlicher Sympathie und wird normalerweise nicht zur bewussten Verhaltenssteuerung eingesetzt.[4]
- Eine Schmeichelei zielt auf die Gunst des Angesprochenen, der meist über mehr Macht verfügt als die schmeichelnde Person.

## Psychologische und pädagogische Perspektive
Die meisten Kinder und Erwachsenen sind für Lob stark empfänglich und weisen, wenn sie gelobt werden, ein erhöhtes Selbstwertgefühl und erhöhte Selbstsicherheit auf. Manche Menschen – etwa autistische Kinder und Personen mit schizoider Persönlichkeitsstörung – sprechen auf Lob jedoch nur vermindert oder gar nicht an.
Erziehungswissenschaftler haben immer wieder die Frage aufgeworfen, wie viel und auf welche Weise gelobt werden soll. So schreiben bereits Jacob Georg Curtmann und Friedrich Heinrich Christian Schwarz in ihrem 1866 erschienenen Lehrbuch der Erziehung über die Risiken des unsachgemäßen Lobens: die implizite Zurücksetzung derjenigen Kinder, die nicht gelobt worden sind, die Ankoppelung des Selbstwertgefühls des Kindes an die Zufriedenheit des Erziehers, die drohende Gewöhnung des Kindes, das nun häufiges Lob erwartet. Um diese Probleme zu vermeiden, empfehlen die Autoren, erst nach sorgfältiger Prüfung der zu beurteilenden Handlung (einschließlich der zugrundeliegenden Motive des Kindes) und nur sparsam und in zurückhaltenden Worten zu loben. Anstatt eine Leistung mit den Leistungen anderer Kinder zu vergleichen, raten sie, den Fortschritt zu loben, den das Kind selbst erzielt hat.
Die von Curtmann und Schwarz formulierten Grundsätze zum „richtigen“ Loben sind in der Pädagogik bis heute weithin anerkannt. Einige Autoren, die der Individualpsychologie nahestehen, lehnen das Loben, weil es sich auf eine schon abgeschlossene Handlung bezieht, als Erziehungsmittel jedoch gänzlich ab und schreiben der reinen Ermutigung eine günstigere Wirkung zu. Gelegentlich ist gegen das Loben auch vorgebracht worden, dass Kinder nicht danach beurteilt werden sollten, was sie tun, sondern danach, was sie sind. Die Forschung zeigt jedoch, dass Lob dann wirksam ist, wenn es sich auf das Verhalten bezieht. Lob, dass sich auf Persönlichkeitsmerkmale bezieht, kann sogar schädlich sein. Beispielsweise geben Kinder, die für ihre Intelligenz gelobt werden, eher auf und zeigen schlechtere Leistungen als Kinder, die für ihren Fleiß gelobt werden. In einer Studie von Forschern an der Ohio University wurde 2015 nachgewiesen, dass ein unmäßig starker auf das Kind und seine Leistungen bezogener Ausdruck elterlicher Wertschätzung beim Kind die Entstehung narzisstischer Persönlichkeitszüge begünstigt.

## Varianten

### Lobhudelei
Lobhudelei ist laut Duden „übertriebenes, unberechtigtes Lob“, mit dem man sich bei jemandem einschmeicheln will.

### Vergiftetes Lob
Vergiftetes Lob ist ein Lob, das sich bei genauerem Hinsehen als ein „Nicht-nur-Lob“ oder sogar als ein Tadel herausstellt. Oft versteht ein Empfänger – der scheinbar Gelobte oder ein Dritter – das vergiftete Lob nur, wenn er Kontexte oder Hintergründe kennt bzw. Andeutungen, Anspielungen oder Mehrdeutigkeiten dechiffriert. Zum Beispiel sind scheinbar neutrale Formulierungen nicht immer neutral, sondern euphemistisch.

### Eigenlob und Selbstlob
Sich selbst zu loben gilt je nach Situation und Kulturkreis oft als anmaßend und selbstüberschätzend und wird häufig mit der Redewendung „Eigenlob stinkt“ kritisiert. Man spricht auch metaphorisch von (Selbst)-Beweihräucherung.
Traditionell kann Selbstlob nur in existenziellen Notsituationen gerechtfertigt sein. Weshalb man zum Beispiel empfiehlt, im Fall des Falles auf das stellvertretende Lob durch Freunde zu setzen. Johann August Eberhards Synonymwörterbuch differenziert zwischen Eigen- und Selbstlob: Eigenlob sei „nämlich ein Selbstlob, das sich ein Mensch ausschließlich, als Vorzug vor andern beilegt.“ Selbstlob sei positiver konnotiert und als Rechtfertigung gegenüber einer ungerechten Beschuldigung legitim. Im Sinne Goethes etwa: „Man sagt: eitles Eigenlob stinket; das mag sein. Was aber fremder und ungerechter Tadel für einen Geruch habe, dafür hat das Publikum keine Nase“, oder Lessings: „Seines Fleißes darf sich jedermann rühmen.“

## Lob außerhalb von Psychologie und Erziehung
In der jüdischen und christlichen Religion ist das Lob Gottes, d. h. das Rühmen von Gottes Herrlichkeit, Teil des Gebetes (Doxologie). Siehe Lobpreis und Anbetung. Im Bereich des Islams besteht mit den Fadā'il eine eigene Art von Überlieferungen, die dem Lob von Personen, Orten und Werken gewidmet ist.
In der Schachkomposition ist „Lob“ eine standardisierte Form der Anerkennung.
Karl Friedrich Wilhelm Wander hat in seinem fünfbändigen Deutschen Sprichwörter-Lexikon (siehe Wanders Deutsches Sprichwörter-Lexikon) ca. 250 Sprichwörter zum Lob bzw. Loben gesammelt.
Der mittelhochdeutsche Dichter Heinrich von Meißen († 1318) schrieb Minnelieder. Er nannte sich selber Frauenlob - unter anderem in einem Gedicht, in dem er sich über Wolfram von Eschenbach und Walter von der Vogelweide stellte.
Im Dorf Mettau (Schweiz) lobt die Gut-gemacht-Maschine ihre Besucher für gute Taten.